# Elymus woroschilowii
Elymus woroschilowii är en gräsart som beskrevs av N.S. Probatova. Elymus woroschilowii ingår i släktet elmar, och familjen gräs. Inga underarter finns listade i Catalogue of Life.